# Dodecaedru snub
În geometrie dodecaedrul snub este un poliedru arhimedic. Are 92 de fețe, din care 20+60 triunghiuri echilaterale și 12 pentagonale, 60 de vârfuri și 150 de laturi.
Este un poliedru chiral, adică are două forme distincte, care sunt imagini în oglindă (sau „enantiomorfe”) una a celeilalte. Reuniunea ambelor forme dă compusul de două dodecaedre snub, iar anvelopa convexă al ambelor seturi de vârfuri este un icosidodecaedru trunchiat.
Are indicele de poliedru uniform U29, indicele Coxeter C32 și indicele Wenninger W18.
Johannes Kepler l-a denumit inițial în latină dodecahedron simus în lucrarea sa Harmonices Mundi din 1619. H.S.M. Coxeter a remarcat că ar putea fi derivat din dodecaedru sau icosaedru, și l-a numit „icosidodecaedru snub”, cu simbolul Schläfli extins vertical {\displaystyle s\scriptstyle {\begin{Bmatrix}5\\3\end{Bmatrix}}} și simbolul Schläfli sr{5,3}.

## Coordonate carteziene
Fie ξ ≈ 0,94315125924 rădăcina reală a polinomului de gradul al treilea x3 + 2x2 − φ2, unde φ este secțiunea de aur. Fie punctul p dat de
{\displaystyle p={\begin{pmatrix}\varphi ^{2}-\varphi ^{2}\xi \\-\varphi ^{3}+\varphi \xi +2\varphi \xi ^{2}\\\xi \end{pmatrix}}}.
Fie matricile de rotație⁠(d) M1 și M2 date de
{\displaystyle M_{1}={\begin{pmatrix}{\frac {1}{2\varphi }}&-{\frac {\varphi }{2}}&{\frac {1}{2}}\\{\frac {\varphi }{2}}&{\frac {1}{2}}&{\frac {1}{2\varphi }}\\-{\frac {1}{2}}&{\frac {1}{2\varphi }}&{\frac {\varphi }{2}}\end{pmatrix}}}
și
{\displaystyle M_{2}={\begin{pmatrix}0&0&1\\1&0&0\\0&1&0\end{pmatrix}}.}
M1 reprezintă rotația în sens trigonometric cu unghiul 2π/5 în jurul axei (0,1,φ), iar M2 reprezintă rotațiile ciclice cu unghiul 2π/3 în jurul axei (1,1,1) ale coordonatelor (x,y,z). Atunci cele 60 de vârfuri ale dodecaedrului snub sunt cele 60 de imagini ale punctului p în urma înmulțirii repetate cu M1 și/sau M2 Coordonatele vârfurilor sunt combinații liniare integrale ale 1, φ, ξ, φξ, ξ2 și φξ2. Lungimea laturii este
{\displaystyle 2\xi {\sqrt {1-\xi }}\approx 0,449\,750\,618\,41.}
Schimbarea semnului tuturor coordonatelor dă imaginea în oglindă a acestui dodecaedru snub.
Raza sferei circumscrise (care trece prin toate vârfurile) este
{\displaystyle {\sqrt {4\xi ^{2}-\varphi ^{2}}}\approx 0,969\,589\,192\,65.}
Raza sferei mediane este ξ. Aceasta oferă o interpretare geometrică interesantă a numărului ξ. Cele 20 de triunghiuri icosaedrice ale dodecaedrului snub descris mai sus sunt coplanare cu fețele unui icosaedru regulat. Raza mediană a acestui icosaedru circumscris este egală cu 1. Aceasta înseamnă că ξ este raportul dintre razele mediane ale unui dodecaedru snub și icosaedrul în care este înscris.
Unghiul diedru dintre fețele triunghiulare este
{\displaystyle \theta _{33}=180^{\circ }-\arccos \left({\frac {2}{3}}\xi +{\frac {1}{3}}\right)\approx 164,175\,366\,056\,03^{\circ }.}
Unghiul diedru dintre fețele triunghi–pentagon este
{\displaystyle \theta _{35}=180^{\circ }-\arccos {\sqrt {\frac {-(4\varphi +8)\xi ^{2}-(4\varphi +8)\xi +12\varphi +19}{15}}}\approx 152,929\,920\,275\,84^{\circ }.}

## Dimensiuni metrice
Pentru un dodecaedru snub a cărui lungime a laturii este 1, aria sa este
{\displaystyle A=20{\sqrt {3}}+3{\sqrt {25+10{\sqrt {5}}}}\approx 55,286\,744\,958\,445\,15.}
Volumul său este
{\displaystyle V={\frac {(3\varphi +1)\xi ^{2}+(3\varphi +1)\xi -{\frac {\varphi }{6}}-2}{\sqrt {3\xi ^{2}-\varphi ^{2}}}}\approx 37,616\,649\,962\,733\,36.}
Raza sferei circumscrise este
{\displaystyle R={\frac {1}{2}}{\sqrt {\frac {2-\xi }{1-\xi }}}\approx 2,155\,837\,375.}
Raza sferei mediane este
{\displaystyle r={\frac {1}{2}}{\sqrt {\frac {1}{1-\xi }}}\approx 2,097\,053\,835\,25.}
Sunt două sfere înscrise, una care atinge fețele triunghiulare și una, puțin mai mică, care atinge fețele pentagonale. Razele lor sunt, respectiv:
{\displaystyle r_{3}={\frac {\varphi {\sqrt {3}}}{6\xi }}{\sqrt {\frac {1}{1-\xi }}}\approx 2,077\,089\,659\,74}
și
{\displaystyle r_{5}={\frac {1}{2}}{\sqrt {\varphi ^{2}\xi ^{2}+3\varphi ^{2}\xi +{\frac {11}{5}}\varphi +{\frac {12}{5}}}}\approx 1,980\,915\,947\,28.}
Dodecaedrul snub are cea mai mare sfericitate dintre toate poliedrele arhimedice. Sfericitatea este definită ca raportul dintre volumul la pătrat și suprafața la puterea a treia, înmulțit cu constanta 36π (unde această constantă face ca sfericitatea unei sfere să fie egală cu 1). Sfericitatea dodecaedrului snub este de aproximativ 0,947.

## Proiecții ortogonale

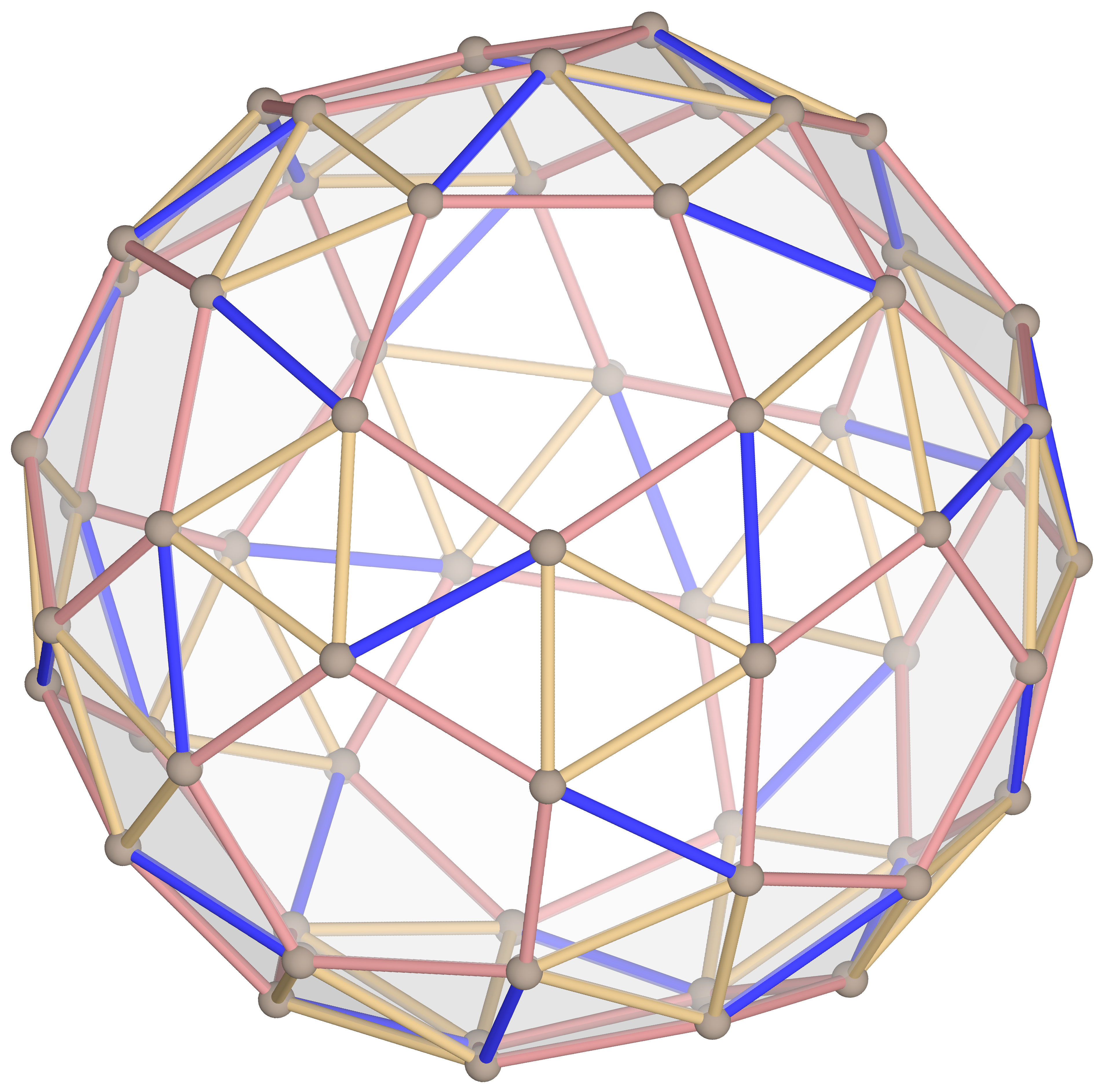
Dodecaedrul snub nu are simetrie față de centru, ca urmare vârful din față nu corespunde unui vârf opus din spate

Dodecaedrul snub are două proiecții ortogonale, centrate pe două tipuri de fețe: triunghiuri și pentagoane, care corespund cu planele Coxeter A2 și H2, și una centrată pe mijlocul laturilor dintre fețele triunghiulare.
| Centrată pe         | Fața triunghi | Fața pentagon | Latură |
| ------------------- | ------------- | ------------- | ------ |
| Corp                |               |               |        |
| Cadru de sârmă      |               |               |        |
| Simetrie proiectivă | [3]           | [5]+          | [2]    |
| Dual                |               |               |        |

## Relații geometrice
Dodecaedrul snub poate fi generat luând cele douăsprezece fețe pentagonale ale dodecaedrului, deplasându-le spre exterior. La o distanță potrivită, prin completarea fețelor pătrate care apar între laturile astfel separate și fețele triunghiulare dintre vârfurile astfel separate se obține rombicosidodecaedrul. Dar pentru forma snub, fețele pentagonale trebuie deplasate ceva mai puțin, se adaugă doar fețele triunghiulare și momentan se lasă celelalte goluri (dreptunghiuri) necompletate. Apoi se rotesc pentagoanele și triunghiurile în jurul centrelor lor pînă ce golurile pot fi umplute cu câte două triunghiuri echilaterale.
Dodecaedrul snub poate fi derivat și din icosidodecaedrul trunchiat prin procesul de alternare. 60 de vârfuri ale icosidodecaedrului trunchiat formează un poliedru echivalent topologic cu dodecaedrul snub, celelalte 60 formează imaginea în oglindă. Poliedrul rezultat este tranzitiv pe vârfuri dar nu este uniform.

## Poliedre înrudite
Cubul snub face parte dintr-o familie de poliedre uniforme înrudite cu cubul și octaedrul regulat.
| Familia de poliedre icosaedrice uniforme | Familia de poliedre icosaedrice uniforme | Familia de poliedre icosaedrice uniforme | Familia de poliedre icosaedrice uniforme | Familia de poliedre icosaedrice uniforme | Familia de poliedre icosaedrice uniforme | Familia de poliedre icosaedrice uniforme | Familia de poliedre icosaedrice uniforme |
| Simetrie: [5,3], (*532)                  | Simetrie: [5,3], (*532)                  | Simetrie: [5,3], (*532)                  | Simetrie: [5,3], (*532)                  | Simetrie: [5,3], (*532)                  | Simetrie: [5,3], (*532)                  | Simetrie: [5,3], (*532)                  | [5,3]+, (532)                            |
| ---------------------------------------- | ---------------------------------------- | ---------------------------------------- | ---------------------------------------- | ---------------------------------------- | ---------------------------------------- | ---------------------------------------- | ---------------------------------------- |
|                                          |                                          |                                          |                                          |                                          |                                          |                                          |                                          |
|                                          |                                          |                                          |                                          |                                          |                                          |                                          |                                          |
| {5,3}                                    | t{5,3}                                   | r{5,3}                                   | t{3,5}                                   | {3,5}                                    | rr{5,3}                                  | tr{5,3}                                  | sr{5,3}                                  |
| Duale ale poliedrelor uniforme           |                                          |                                          |                                          |                                          |                                          |                                          |                                          |
|                                          |                                          |                                          | Fișier:PentakisDodecahedron.svg          |                                          |                                          |                                          |                                          |
| V5.5.5                                   | V3.10.10                                 | V3.5.3.5                                 | V5.6.6                                   | V3.3.3.3.3                               | V3.4.5.4                                 | V4.6.10                                  | V3.3.3.3.5                               |

Acest poliedru este înrudit topologic ca parte a secvenței de poliedre și pavări snub cu configurațiile vârfului (3.3.3.3.n.) și diagrama Coxeter–Dynkin . Aceste figuri și dualele lor au simetrie de rotație (n32) în notația orbifold, existând în planul euclidian pentru n = 6, iar în planul hiperbolic pentru orice n mai mare. Se poate considera că familia începe cu n = 2, care are fețele degenerate în digoane.
| Variante de pavări snub cu simetrie n32: 3.3.3.3.n | Variante de pavări snub cu simetrie n32: 3.3.3.3.n | Variante de pavări snub cu simetrie n32: 3.3.3.3.n | Variante de pavări snub cu simetrie n32: 3.3.3.3.n | Variante de pavări snub cu simetrie n32: 3.3.3.3.n | Variante de pavări snub cu simetrie n32: 3.3.3.3.n | Variante de pavări snub cu simetrie n32: 3.3.3.3.n | Variante de pavări snub cu simetrie n32: 3.3.3.3.n | Variante de pavări snub cu simetrie n32: 3.3.3.3.n |
| Simetrie n32                                       | Sferice                                            | Sferice                                            | Sferice                                            | Sferice                                            | Euclidiană                                         | Hiperbolice compacte                               | Hiperbolice compacte                               | Paracomp.                                          |
| Simetrie n32                                       | 232                                                | 332                                                | 432                                                | 532                                                | 632                                                | 732                                                | 832                                                | ∞32                                                |
| -------------------------------------------------- | -------------------------------------------------- | -------------------------------------------------- | -------------------------------------------------- | -------------------------------------------------- | -------------------------------------------------- | -------------------------------------------------- | -------------------------------------------------- | -------------------------------------------------- |
| Imagini snub                                       |                                                    |                                                    |                                                    |                                                    |                                                    |                                                    |                                                    |                                                    |
| Config.                                            | 3.3.3.3.2                                          | 3.3.3.3.3                                          | 3.3.3.3.4                                          | 3.3.3.3.5                                          | 3.3.3.3.6                                          | 3.3.3.3.7                                          | 3.3.3.3.8                                          | 3.3.3.3.∞                                          |
| Imagini giro                                       |                                                    |                                                    |                                                    |                                                    |                                                    |                                                    |                                                    |                                                    |
| Config.                                            | V3.3.3.3.2                                         | V3.3.3.3.3                                         | V3.3.3.3.4                                         | V3.3.3.3.5                                         | V3.3.3.3.6                                         | V3.3.3.3.7                                         | V3.3.3.3.8                                         | V3.3.3.3.∞                                         |